# Lombardi (Familienname)
Lombardi ist ein italienischer Familienname.

## Herkunft und Bedeutung
Lombardi ist ein Herkunftsname für Personen, die aus der Lombardei stammen.

## Varianten
- Lombardo

## Namensträger
- Adriano Lombardi (1945–2007), italienischer Fußballspieler und -trainer
- Alberto Lombardi (1893–1975), italienischer Reiter
- Alexander Lombardi, deutscher Librettist und Kinder- und Jugendreferent
- Alfonso Lombardi (um 1497–1537), italienischer Bildhauer
- Armando Lombardi (1905–1964), italienischer römisch-katholischer Erzbischof und vatikanischer Diplomat
- Carlo Lombardi (Baumeister) (1559–1620), italienischer Baumeister
- Carlo Lombardi (Schauspieler) (1900–1984), italienischer Schauspieler, Produzent und Drehbuchautor
- Carlos Lombardi (* 1958), brasilianischer Drehbuchautor
- Claudio Lombardi, italienischer Motorsporttechniker
- Clyde Lombardi (1922–1978), US-amerikanischer Jazzmusiker
- Cristiano Lombardi (* 1995), italienischer Fußballspieler
- Dean Lombardi (* 1958), US-amerikanischer Eishockeyfunktionär
- Dino Lombardi (* 1990), italienischer Motorradrennfahrer
- Domingo Lombardi (1898–1971), uruguayischer Fußballschiedsrichter
- Emma Lombardi (* 2001), französische Triathletin
- Federica Lombardi (* 1989), italienische Opernsängerin (Sopran)
- Federico Lombardi (* 1942), italienischer Jesuit und Pressesprecher des Heiligen Stuhls
- Felice Lombardi (1791–1863), Schweizer Politiker und Leiter des Hospizes auf dem Gotthardpass
- Filippo Lombardi (* 1956), Schweizer Politiker (CVP) und Unternehmer
- Francis Lombardi (Carlo Francesco Lombardi; 1897–1983), italienischer Automobilhersteller
- Francisco José Lombardi (* 1947), peruanischer Filmregisseur und -produzent
- Franco Lombardi (1906–1989), italienischer Philosoph
- Gianfranco Lombardi (1941–2021), italienischer Basketballspieler und -trainer
- Giannina Arangi-Lombardi (1891–1951), italienische Sopranistin
- Giovanni Lombardi (Ingenieur) (1926–2017), Schweizer Ingenieur
- Giovanni Lombardi (Radsportler) (* 1969), italienischer Radrennfahrer
- Giuseppe Lombardi, italienischer Filmschaffender
- Inés Lombardi (* 1958), brasilianische Künstlerin
- Joe Lombardi (Basketballtrainer) (* 1959), US-amerikanischer Basketballtrainer
- Joe Lombardi (Footballtrainer) (Joseph Philip Lombardi; * 1971), US-amerikanischer Footballtrainer und -spieler
- Joe Lombardi (Spezialeffektkünstler) (Joseph J. Lombardi; 1923–1997), US-amerikanischer Spezialeffektkünstler
- Lella Lombardi (1943–1992), italienische Automobilrennfahrerin
- Louis Lombardi (* 1968), US-amerikanischer Schauspieler
- Luca Lombardi (* 1945), italienischer Komponist
- Luigi Lombardi (1867–1958), italienischer Elektrotechniker und Senator
- Mark Lombardi (1951–2000), US-amerikanischer Künstler
- Massimo Lombardi (* 1946), italienischer Ophthalmologe
- Matthew Lombardi (* 1982), kanadischer Eishockeyspieler
- Maximiliano Lombardi (* 1987), uruguayischer Fußballspieler
- McCaul Lombardi (* 1991), US-amerikanischer Schauspieler
- Michael Lombardi (Eishockeyspieler, 1987) (* 1987), italo-kanadischer Eishockeyspieler
- Michael Lombardi (Footballfunktionär) (* 1959), amerikanischer American-Football-Funktionär und Kommentator
- Michael Lombardi (Unternehmer) (* 1964), kanadischer Unternehmer und Autor
- Michael Lombardi (Eishockeyspieler, 1998) (* 1998), US-amerikanischer Eishockeyspieler
- Michela Lombardi (* 1973), italienische Jazzmusikerin
- Mike Lombardi (* 1976), US-amerikanischer Schauspieler
- Omar Lombardi (* 1989), italienischer Radrennfahrer
- Paolo Lombardi (* 1944), italienischer Schauspieler
- Pietro Lombardi (Architekt) (1894–1984), italienischer Architekt
- Pietro Lombardi (Ringer) (1922–2011), italienischer Ringer
- Pietro Lombardi (Sänger) (* 1992), deutscher Sänger
- Riccardo Lombardi (Politiker) (1901–1984), italienischer Politiker (PSI)
- Riccardo Lombardi (Theologe) (1908–1979), italienischer Theologe und Prediger
- Riccardo Lombardi (Sänger), US-amerikanischer Sänger (Bariton)
- Roberta Lombardi (* 1973), italienische Juristin und Politikerin (M5S)
- Rodolfo Lombardi (1908–1985), italienischer Kameramann
- Sandro Lombardi (* 1986), Schweizer Fußballspieler
- Sarah Lombardi (* 1992), deutsche Sängerin
- Steve Lombardi (* 1962), US-amerikanischer Wrestler
- Vince Lombardi (1913–1970), US-amerikanischer American-Football-Trainer